# (1798) Watts
(1798) Watts – planetoida z grupy pasa głównego planetoid okrążająca Słońce w ciągu 3 lat i 96 dni w średniej odległości 2,2 au. Została odkryta 4 kwietnia 1949 roku w Goethe Link Observatory (Indiana Asteroid Program) w Brooklynie w stanie Indiana. Nazwa planetoidy pochodzi od Chestera Burleigha Wattsa (1889-1971), amerykańskiego astronoma. Przed nadaniem nazwy planetoida nosiła oznaczenie tymczasowe (1798) 1949 GC.